# Lomongo
Cette page contient des caractères spéciaux ou non latins. S’ils s’affichent mal (▯, ?, etc.), consultez la page d’aide Unicode.
Le lomongo ou lonkundo est la langue bantoue parlée par le peuple Mongo dans le nord-ouest de la république démocratique du Congo, au sud du fleuve Congo jusqu’à la rivière Kasaï. C’est une langue tonale.

## Répartition géographique
Le lomongo est parlé dans les provinces de la Mongala, de l’Équateur, du Mai-Ndombe et de la Tshuapa.

### Dialectes
L’Atlas linguistique d'Afrique centrale dénombre les variantes et dialectes suivants :
- boyela
- kutu
- lolinga
- lɔngɛlantando
- nkengo
- nkundó

## Histoire
Le lomongo, ou lonkundo-mongo, comme langue unique et commune à tous les Mongo est une création des missionnaires de la congrégation du Sacré-Cœur à Bamanya, près de Mbandaka, à partir des années 1930. Il est diffusé grâce à la scolarisation et à l’évangélisation, par les missionnaires catholiques, l’administration ainsi que les missionnaires protestants. Loin des centres religieux et administratifs un grand nombre de parlers mongo et dialectes se sont maintenus.

## Prononciation

### Voyelles
|           | Antérieur | Postérieur |
| --------- | --------- | ---------- |
| Fermé     | i         | u          |
| Mi-fermé  | e         | o          |
| Mi-ouvert | ɛ         | ɔ          |
| Ouvert    | a         |            |

### Consonnes
|          | Bilabial | Bilabial | Labio- dental | Labio- dental | Alvéolaire | Alvéolaire | Palatal | Palatal | Vélaire | Vélaire | Glottal | Glottal |
| -------- | -------- | -------- | ------------- | ------------- | ---------- | ---------- | ------- | ------- | ------- | ------- | ------- | ------- |
| Occlusif | p        | b        |               |               | t          | d          |         |         | k       | ɡ       |         |         |
| Nasal    | m        | m        |               |               | n          | n          | ɲ       | ɲ       | ŋ       | ŋ       |         |         |
| Affriqué |          |          |               |               | ts         | dz         |         |         |         |         |         |         |
| Fricatif |          |          | f             | f             | s          | s          |         |         |         |         | h       | h       |
| Spirant  | w        | w        |               |               | l          | l          | j       | j       |         |         |         |         |